# Hermann Rorschach
Hermann Rorschach  (germană: [ˌhɛʁman ˈʁoːʁʃax] sau pronunție în germană [ˈʁoːɐ̯ʃax]; n. 8 noiembrie 1884, Zürich, cantonul Zürich, Elveția – d. 2 aprilie 1922, Herisau, Cantonul Appenzell Extern, Elveția) a fost un psihiatru și psihanalist elvețian, discipol al lui Sigmund Freud.
Este cunoscut pentru crearea unui test psihologic care îi poartă numele și care studiază profunzimile personalității.